# Leonidas Panagopoulos
Leonidas Panagopoulos (født 3. januar 1987) er en græsk fodboldspiller, der spiller for Rodos. Han er målmand.